# Tunel Folgefonn
Tunel Folgefonna (Folgefonntunnelen) – tunel drogowy łączący 
wieś Eitrheim w gminie Odda z Mauranger w gminie Kvinnherad w Norwegii, w okręgu Hordaland w ciągu drogi krajowej 551 (Riksvei 551). Tunel ma 11150 m długości i przebiega pod Lodowcem Folgefonna. Został otwarty 15 czerwca 2001 i skrócił drogę z 4 godzin do 10 minut.